# Ligne Chōkai Sanroku
La ligne Chōkai Sanroku (鳥海山ろく線, Chōkai Sanroku-sen) est l'unique ligne ferroviaire de la compagnie Yuri Kōgen Railway située à Yurihonjō, dans la préfecture d'Akita au Japon. Elle relie la gare d'Ugo-Honjō à celle de Yashima.

## Histoire
La ligne est ouverte par le chemin de fer de Yokote (横手鉄道) en 1922. Elle est nationalisée en 1937 et prend le nom de ligne Yashima.
En 1985, la compagnie privée Yuri Kōgen Railway reprend l'exploitation de la ligne et la renomme ligne Chōkai Sanroku.

## Caractéristiques

### Ligne
- longueur :  23,0 km
- écartement des voies : 1 067 mm
- nombre de voies : voie unique

### Liste des gares
| Gare          | Nom japonais | Distance (km) | Correspondances | Localisation |
| ------------- | ------------ | ------------- | --------------- | ------------ |
| Ugo-Honjō     | 羽後本荘     | 0             | JR East : Uetsu | Yurihonjō    |
| Yakushidō     | 薬師堂       | 2,2           |                 | Yurihonjō    |
| Koyoshi       | 子吉         | 4,5           |                 | Yurihonjō    |
| Ayukawa       | 鮎川         | 7,4           |                 | Yurihonjō    |
| Kurosawa (ja) | 黒沢         | 9,5           |                 | Yurihonjō    |
| Magarisawa    | 曲沢         | 10,3          |                 | Yurihonjō    |
| Maegō         | 前郷         | 11,7          |                 | Yurihonjō    |
| Kubota        | 久保田       | 13,6          |                 | Yurihonjō    |
| Nishitakisawa | 西滝沢       | 15,7          |                 | Yurihonjō    |
| Yoshizawa     | 吉沢         | 17,1          |                 | Yurihonjō    |
| Kawabe        | 川辺         | 20,1          |                 | Yurihonjō    |
| Yashima       | 矢島         | 23,0          |                 | Yurihonjō    |